# Salvezza (baseball)
La salvezza (save in lingua inglese), nel baseball, è la statistica accreditata all'ultimo lanciatore di rilievo (o closer) della squadra vincente, il quale entra in gioco con la propria squadra in vantaggio e riesce a preservarlo fino al termine dell'incontro.
Nelle statistiche viene abbreviata in SV.

## Attribuzione
Il termine save era usato informalmente nel baseball statunitense già a partire dagli anni 1950, per indicare la prestazione del rilievo finale della squadra vincente a cui non veniva assegnata la vittoria. Nel corso degli anni 1960 le regole per l'attribuzione della salvezza vennero ulteriormente affinate, e nel 1969 venne riconosciuta come statistica ufficiale.
Secondo il regolamento attuale, la salvezza viene attribuita al lanciatore di rilievo che soddisfi contemporaneamente quattro requisiti:
- è l'ultimo lanciatore della squadra che vince la partita
- non è il lanciatore che ottiene la vittoria
- gli si accredita almeno 1/3 di inning
- viene a trovarsi in una delle seguenti condizioni:
  - entra in partita con la propria squadra in vantaggio per un massimo di 3 punti, e lancia per almeno un inning completo
  - indipendentemente dal punteggio a casa base, entra in campo con il potenziale punto del pareggio già in base, o rappresentato da uno dei primi due battitori che affronta
  - indipendentemente dall'entità del vantaggio, lancia per tre inning completi.

Se nessuno dei rilievi soddisfa tutti e quattro i requisiti, la salvezza non viene assegnata. Ugualmente non viene assegnata se il lanciatore partente disputa una partita completa, poiché in questo caso non ci sono rilievi.

## Record

### Major League Baseball

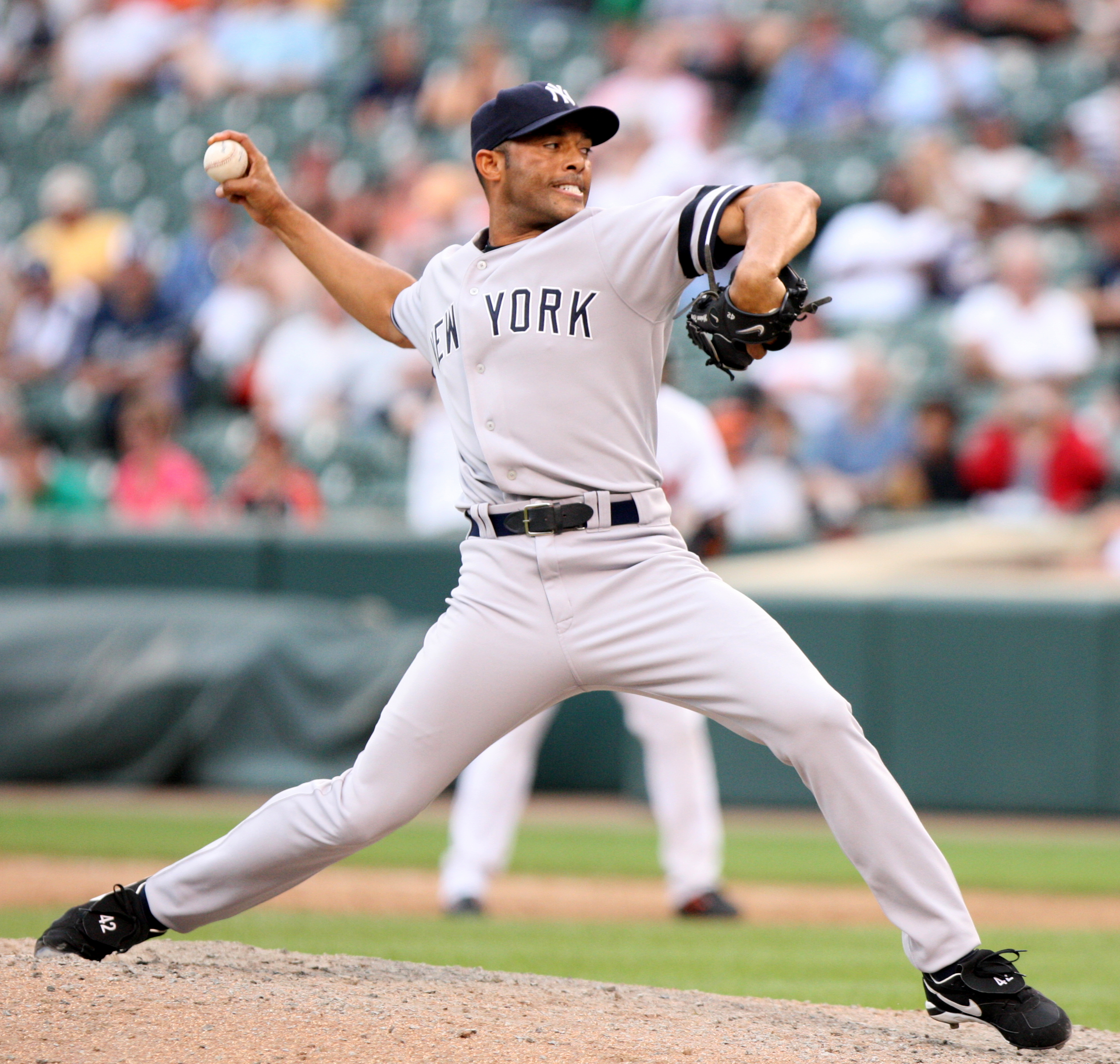
Mariano Rivera, detentore del record assoluto di salvezze in carriera della MLB

Il record assoluto di salvezze in carriera nella Major League Baseball (MLB) è detenuto da Mariano Rivera con 652. Ritiratosi al termine della stagione 2013, Rivera era già primatista assoluto dal 19 settembre 2011, quando ottenne la 602ª salvezza, superando il precedente primato di 601 stabilito da Trevor Hoffman.
La migliore prestazione in una sola stagione appartiene a Francisco Rodríguez, che nel 2008 ha ottenuto 62 salvezze.

### Campionato italiano di baseball
Il record assoluto di salvezze in carriera nel campionato italiano di baseball è detenuto da Ilo Bartolucci con 63.
Il record stagionale appartiene a Emiliano Ginanneschi con 11, ottenute nel 2004 nelle file del Bbc Grosseto.